# اینیاکی گویتیا
اینیاکی گویتیا (انگلیسی: Iñaki Goitia؛ زادهٔ ۲ مارس ۱۹۸۲) بازیکن فوتبال اهل اسپانیا است.
از باشگاه‌هایی که در آن بازی کرده‌است می‌توان به باشگاه فوتبال رئال بتیس، باشگاه فوتبال مالاگا، باشگاه فوتبال دپورتیوو آلاوس، و باشگاه فوتبال میراندس اشاره کرد.